# Bojkowie
Bojkowie – grupa etniczna Rusnaków pochodzenia rusko-wołoskiego, zamieszkująca Karpaty Wschodnie od Wysokiego Działu w Bieszczadach na zachodzie, do doliny Łomnicy w Gorganach. Na zachodzie sąsiadowali z Łemkami, na wschodzie z Hucułami.
Język Bojków jest jednym z dialektów języka rusińskiego, z wielkim wpływem języka staro-cerkiewno-słowiańskiego, a także wpływami języków: polskiego, słowackiego, węgierskiego i rumuńskiego.
Historycy i etnografowie polscy, ukraińscy i inni dopuszczają różne warianty pochodzenia tego ludu.
W XIX w. ukraińscy poeci i etnografowie, przedstawiciele tzw. Ruskiej trójcy – Markijan Szaszkewycz, Iwan Wahylewycz i Jakiw Hołowacki uważali, że Bojkowie są potomkami zeslawizowanych celtyckich plemion, które żyły w Centralnej Europie w VI w. p.n.e. Z podobnym poglądem zgadzał się w XX wieku ukraiński badacz Serhij Szeluchyn (Serhij Šeluchyn).
Natomiast Roman Reinfuss twierdzi, że na terytorium Polski Bojkowie to potomkowie osadników rusko-wołoskich, osiadłych na tych terenach głównie w XVI wieku. Podobną myśl podzielali Adam Fastnacht, Tadeusz Mikołaj Trajdos i dr Jerzy Czajkowski.
Z kolei Tadeusz Sulimirski przedstawił w 1974 r. kontrowersyjny pogląd na temat pochodzenia Bojków i Łemków. Podważa całkowicie tezę o wędrówkach pasterzy wołoskich. Twierdzi, że Wołosi to autochtoni, potomkowie pasterzy dacko-trackich, zaludniających dawniej tę część Karpat. W pewnym okresie stali się oni rolnikami, natomiast grupa etnograficzna Bojków powstała w wyniku stopniowej kolonizacji gór przez ludność ruską, zamieszkującą doliny.
W latach 90. XX wieku prof. Paul Robert Magocsi oraz prof. Paul Best zaliczyli tę mniejszość autochtoniczną do narodu karpatoruskiego. Twierdzą oni, że na terenie obecnej Polski, Słowacji, Ukrainy i Serbii mieszka licząca około 1,2 mln społeczność o pochodzeniu karpatoruskim, do którego obok Bojków zaliczyli również Łemków i Hucułów, wobec których nie powiodły się próby zukrainizowania, oraz że ludność ta wciąż ma poczucie swojej rusińskiej odrębności z dążeniem do stania się czwartym narodem wschodniosłowiańskim, obok Ukraińców, Rosjan i Białorusinów.

## Nazwa
Pochodzenie nazwy Bojko nie jest do końca wyjaśnione. W literaturze spotyka się ją w roku 1811, potem w pracach Wincentego Pola, choć pierwszy znany zapis nazwy Bojko pochodzi z roku 1607. Niektórzy ukraińscy badacze (np. profesor Serhij Szeluchyn) wiążą ją z nazwą plemienia celtyckiego Boii (Bojów). Na ogół panuje pogląd, że wywodzi się ona od partykuły boje (boj), używanej często w gwarze tej grupy, w znaczeniu „tak”. Inna wersja wyprowadza ją od nazwy handlarzy wołami i solą. Słowa bojko miano dawniej używać na określenie upartego wołu. Stąd przezwisko „bojko” miało być stosowane jako synonim człowieka zacofanego i prymitywnego. W drugiej połowie XIX wieku pod wpływem literatury nazwa upowszechniła się, przechodząc proces ewolucji, od przezwiska do nazwy oficjalnej. Jak pisał Jan Karłowicz:
Bojki albo Bójki, pogardliwa nazwa Górali, sąsiadujących z Hucułami. Kalend. Jaworskiego 1867, 48. Witwicki, O Hucułach 12,27,38,41,91. Encykl. Roln. II., 836. Siedliska ich wylicza Słown. gieogr. I., 295. Sami siebie nazywają Bojki Wierzchowińcami, patrz t.w. Witwicki (91) powiada, że Huculi tchórzów nazywają, bójkami, może przez przystosowanie do wyrazu bać się. 
Bojkowie nazywali siebie Hyrniakami lub Werchowyńcami.

## Lokalizacja
- Na zachodzie granica pomiędzy Łemkami a Bojkami przebiegała głównie wododziałem przez Okrąglik, Jasło, Małe Jasło, Rożki do Cisnej, następnie przez Hon, Osinę, Sasów, Wołosań, Jaworne, przełęcz Żebrak, Chryszczatą, Dział do Suliły.
- Na północy wsiami bojkowskimi były: Kamionki, Sukowate, Żernica Wyżna, Berezka, Bereżnica Niżna, Łobozew, Równia, Hoszów, Ustrzyki Górne, Lutowiska, Czarna, Baligród, Cisna i Stebnik. Na północ od nich, po obu stronach drogi z Olszanicy do Ustrzyk Dolnych i Krościenka, znajdowały się wsie o mieszanych cechach bojkowsko-łemkowsko-doliniańskich.

## Historia
W starożytności ziemie zamieszkiwane kiedyś przez Bojków, zaludniały plemiona Lugiów, powszechnie wiązane z kulturą przeworską, następnie puchowską tracko-celtycką. Po okresie wędrówek ludów (IV – VII w.), na tereny te napłynęła ludność sarmacka (Antowie, Biali Chorwaci) związana z kulturą praską, a od przełomu wieku VII / VIII plemiona lechickich Lędzian. W połowie IX wieku Lędzianie zostali pobici przez koczowniczych Madziarów. Od połowy X wieku rozpoczął się powolny napływ Słowian wschodnich. W połowie XI wieku ludność lędziańska została wysiedlona w głąb Rusi w dorzecze rzeki Roś, pozostali ulegli rutenizacji.
W okresie wczesnego średniowiecza tereny karpackie i podkarpackie były słabo zaludnione. Stan taki był wynikiem ponad 100-letniej zależności lennej tych ziem od chanatu tatarskiego. Osadnictwo na tym obszarze rozpoczęło się na szerszą skalę dopiero w okresie późnego średniowiecza (XIV/XV wiek). Intensywna kolonizacja rozpoczęła się z chwilą przyłączenie tych ziem do Korony w roku 1339 oraz zrzuceniem zależności od chanatu mongolskiego.
Po II wojnie światowej część terenów (które przed II wojną światową w całości wchodziły w skład państwa polskiego) zamieszkanych przez Bojków (około 1/4) pozostała w Polsce. Większość Bojków z terenu PRL wysiedlono do USRR, resztę w wyniku Akcji „Wisła” rozproszono po Polsce. Dzisiaj Bojkowie żyją głównie w obwodach iwanofrankowskim, lwowskim i zakarpackim.

## Literatura
- Blin-Olbert Danuta: Kultura materialna Bojków, w: „Płaj 6. Zeszyt krajoznawczy Towarzystwa Karpackiego”, wyd. Towarzystwo Karpackie, (Warszawa 1992), ISBN 83-85258-05-1, ISSN 1230-5898, s. 25-33;
- Bołtarowycz Zoriana: Regionalna specyfika ludowej medycyny Bojków, w: „Płaj 6. Zeszyt krajoznawczy Towarzystwa Karpackiego”, wyd. Towarzystwo Karpackie, (Warszawa 1992), ISBN 83-85258-05-1, ISSN 1230-5898, s. 72-78;
- Bubak Józef: Bojkowskie nazwy terenowe, w: „Płaj 18 (wiosna 1999). Almanach karpacki. Półrocznik Towarzystwa Karpackiego”, wyd. Towarzystwo Karpackie, (Warszawa 1999), ISBN 83-85258-20-5, ISSN 1230-5898, s. 66-72;
- Buczko Dmytro: Najdawniejsze ojkonimy bojkowszczyzny, w: „Płaj 6. Zeszyt krajoznawczy Towarzystwa Karpackiego”, wyd. Towarzystwo Karpackie, (Warszawa 1992), ISBN 83-85258-05-1, ISSN 1230-5898, s. 79-88;
- Buczko Helena: Imiona własne w podstawach nazwisk bojkowszczyzny, w: „Płaj 6. Zeszyt krajoznawczy Towarzystwa Karpackiego”, wyd. Towarzystwo Karpackie, (Warszawa 1992), ISBN 83-85258-05-1, ISSN 1230-5898, s. 89-97;
- Czajkowski Jerzy: Historyczne zasiedlenie zachodniej bojkowszczyzny, w: „Płaj 6. Zeszyt krajoznawczy Towarzystwa Karpackiego”, wyd. Towarzystwo Karpackie, (Warszawa 1992), ISBN 83-85258-05-1, ISSN 1230-5898, s. 12-24;
- Hwozdewycz Stefanija: Tradycyjne bojkowskie bednarstwo (koniec XIX – początek XX wieku), w: „Płaj 6. Zeszyt krajoznawczy Towarzystwa Karpackiego”, wyd. Towarzystwo Karpackie, (Warszawa 1992), ISBN 83-85258-05-1, ISSN 1230-5898, s. 65-71;
- Janicka-Krzywda Urszula: Bojkowie. Encyklopedyczna notka o kulturze ludowej, w: „Połoniny ’04. Rocznik krajoznawczy poświęcony Beskidom Wschodnim”, wyd. Studenckie Koło Przewodników Beskidzkich, Warszawa 2004, ISBN 83-85141-17-0, s. 8-25;
- Kyrcziw Roman: Relikty folkloru obrzędowego na zachodniej bojkowszczyźnie, w: „Płaj 6. Zeszyt krajoznawczy Towarzystwa Karpackiego”, wyd. Towarzystwo Karpackie, (Warszawa 1992), ISBN 83-85258-05-1, ISSN 1230-5898, s. 98-107;
- Łebkowska Katarzyna: Budowa bojkowskiej chaty, w: „Płaj 18 (wiosna 1999). Almanach karpacki. Półrocznik Towarzystwa Karpackiego”, wyd. Towarzystwo Karpackie, (Warszawa 1999), ISBN 83-85258-20-5, ISSN 1230-5898, s. 55-65;
- Marciniak Maria J.: Strój ludowy Bojków, w: „Płaj 6. Zeszyt krajoznawczy Towarzystwa Karpackiego”, wyd. Towarzystwo Karpackie, (Warszawa 1992), ISBN 83-85258-05-1, ISSN 1230-5898, s. 44-56;
- Modrzejewski Szymon: Bojkowska rzeźba kamienna, w: „Płaj 6. Zeszyt krajoznawczy Towarzystwa Karpackiego”, wyd. Towarzystwo Karpackie, (Warszawa 1992), ISBN 83-85258-05-1, ISSN 1230-5898, s.135-148;
- Olszański Andrzej Tadeusz: O nazwie Bojków, w: „Płaj 6. Zeszyt krajoznawczy Towarzystwa Karpackiego”, wyd. Towarzystwo Karpackie, (Warszawa 1992), ISBN 83-85258-05-1, ISSN 1230-5898, s. 5-11;
- Olszański Henryk: Tradycyjne budownictwo bojkowskie, w: „Płaj 6. Zeszyt krajoznawczy Towarzystwa Karpackiego”, wyd. Towarzystwo Karpackie, (Warszawa 1992), ISBN 83-85258-05-1, ISSN 1230-5898, s.34-43;
- Ossadnik Hubert: Elementy kultury duchowej zachodniej bojkowszczyzny, w: „Płaj 6. Zeszyt krajoznawczy Towarzystwa Karpackiego”, wyd. Towarzystwo Karpackie, (Warszawa 1992), ISBN 83-85258-05-1, ISSN 1230-5898, s. 108-114;
- Sułyk Roman: Cerkiew bojkowska – problematyka badań, w: „Płaj 6. Zeszyt krajoznawczy Towarzystwa Karpackiego”, wyd. Towarzystwo Karpackie, (Warszawa 1992), ISBN 83-85258-05-1, ISSN 1230-5898, s. 57-63;